# Camps d'en Nadal
Els Camps d'en Nadal es un jaciment arqueològic a Aiguaviva i Fornells de la Selva (Gironès), inclòs a l'Inventari del Patrimoni Arqueològic i Paleontològic de Catalunya.
S'hi han trobat útils del Paleolític Mig, lítics, denticulats, raspadors i còdols tallats de la cultura Acheulià i ascles que correspondrien al Paleolític mitjà.

## Descripció
Els camps d'en Nadal estan situats a l'oest del Mas Roders i al nord del camp d'en Robau, a l'extrem occidental del terme municipal de Fornells de la Selva i a l'oest i prop del polígon industrial de Fornells.
Fou Excavat i prospectat en intervencions preventives durant el 2008 i el 2009, degut a les obres en el tram Riudellots c/ Joan Torró de la Línia d'Alta Velocitat Madrid-Zaragoza-Barcelona-Frontera Francesa.
El conjunt material documentat està format per 20 útils lítics, denticulats, raspadors i còdols tallats de la cultura Acheulià, tot i que una notable quantitat d'ascles correspondria al Paleolític mitjà.